# Мундуруку
Мундуруку — індіанське плем'я з тупійських народів в центральній частині Бразилії, що населяє басейн річки Тапажос, в південно-східній частині штату Амазонас і південно-західній частині штату Пара. Самоназва цього племені «вейд'єне», що означає «наші люди». Втім вони більш відомі під назвою мундуруку, що з мови сусіднього племені парінтінтіс перекладається як «червоні мурахи». Ця назва походить від бойового розфарбування червоним кольором.

## Історія
Про походження племені відсутні достеменні відомості. Відповідно до легенд самих мундуруку своє походження ведуть з місцини біля витоку річки Крепорі.
Тривалий час до появи в області Амазонки португальських колоністів мундуруку займали велику територію в долині річки Тапажос. Вони були сильним і численним племенем.
Це був войовничий народ, здатний не лише захистити свої землі, але і вселити страх сусіднім племенам. Відомо, що мундуруку здійснювали військові походи, які по дальності і тривалості не мають рівних в історії первісних племен Південної Америки. У супроводі жінок, які несли необхідні речі, вони долали відстані до 800 кілометрів, і походи їх часом тривали більше 1 року. Йдучи за сотні кілометрів, мундуруку берегли дичину в своїх лісах, полюючи на території сусідніх племен.
Перші контакти мундуруку з європейцями мали місце у 2-й пол. XVIII ст.: португальцям було потрібно близько 40 років і кілька експедицій, щоб підкорити цей народ. У 1788 мундуруку завдали поразки від племені мура, які були союзниками португальців. Втім врешті-решт, індіанці були змушені укласти мирний договір з колонізаторами у 1803 році.
З кінця XIX ст. землі мундуруку постійно наражаються на тиск з боку бразильців, які намагаються добувати на цих землях золото, каучук, зводити гідроелектростанції. Постійно відбуваються демонстрації індіанців, їх сутички з місцевим та федеральним урядом. 2012 року було укладено договір з ірландською компанією «Целестіал Грін Венцуре» (CGV), за яким до 2041 року вожді мундуруку надали право використовувати ресурси своєї землі. Натомість щорічно будуть отримувати 4 млн дол.

## Розселення і демографія
Напочатку XIX століття нараховувало близько 40 тис. осіб. В даний час існує 38 поселень, в яких мешкає більше 11,5 тис. осіб.

## Суспільна організація
Завжди трималися маленькими групами, все їх населення поділялося на клани, які дослідники умовно відносять до білої та червоної ліній. Поширені патрилінійні родинні зв'язки. Значний вплив мали шамани, що повинні проводити свята, визначати час для війни, лікувати хворих, боротьба з чаклунками.
Чоловік, якому виповнилося 30 років, має право на власний будинок, де живе разом з дружиною і дітьми. Вожді та шановні члени громади носять головний убор з пір'я. Полігамія і левірат практикується вождями та шаманами.
Дівчата й хлопці до 13 років мешкають разом з іншими в будівлях завдовжки 100 м.

## Господарство
Основними заняттями є ручне підсічно-вогневе землеробство — вирощують батат, маніок, таро, кукурудзу, ямс, квасолю, рис, картоплю, цукровий очерет, бавовну та ін., полювання (на тапірів, крокодилів), риболовля і збиральництво.
Виробляють примітивні гончарні вироби, кошики з лози та соломи, зброю, дитячі іграшки з каменю.

## Традиції й звичаї
До початку XX століття мундуруку були відомі як мисливці за головами, що використовувалися ними для складних церемоній і обрядів. Вояки, які принесли з походу голови ворогів, користувалися винятковою пошаною.
Продовжують розфарбовувати тілою червоною та чорною фарбами, які йдуть паралельно одна іншій в горизонтальному напрямку.
Після смерті члена громади його родичі по материнській лінії підстригаються, фарбують чорним й носять журбу. Поховання відбувається з зігнутими колінами в гамаку — в такому вигляді поміщають в могилах циліндричної форми під будинком. Знатних осіб спалювали, їх попіл зберігали в спеціальній посудині. Пам'яти померлих присвячено спеціальне свято, що проводиться 1 раз на 4 роки.

## Мова
Розмовляють мовою мундуруку, що відноситься до мовної родини тупі.